# シアター・ロイヤル (メルボルン)

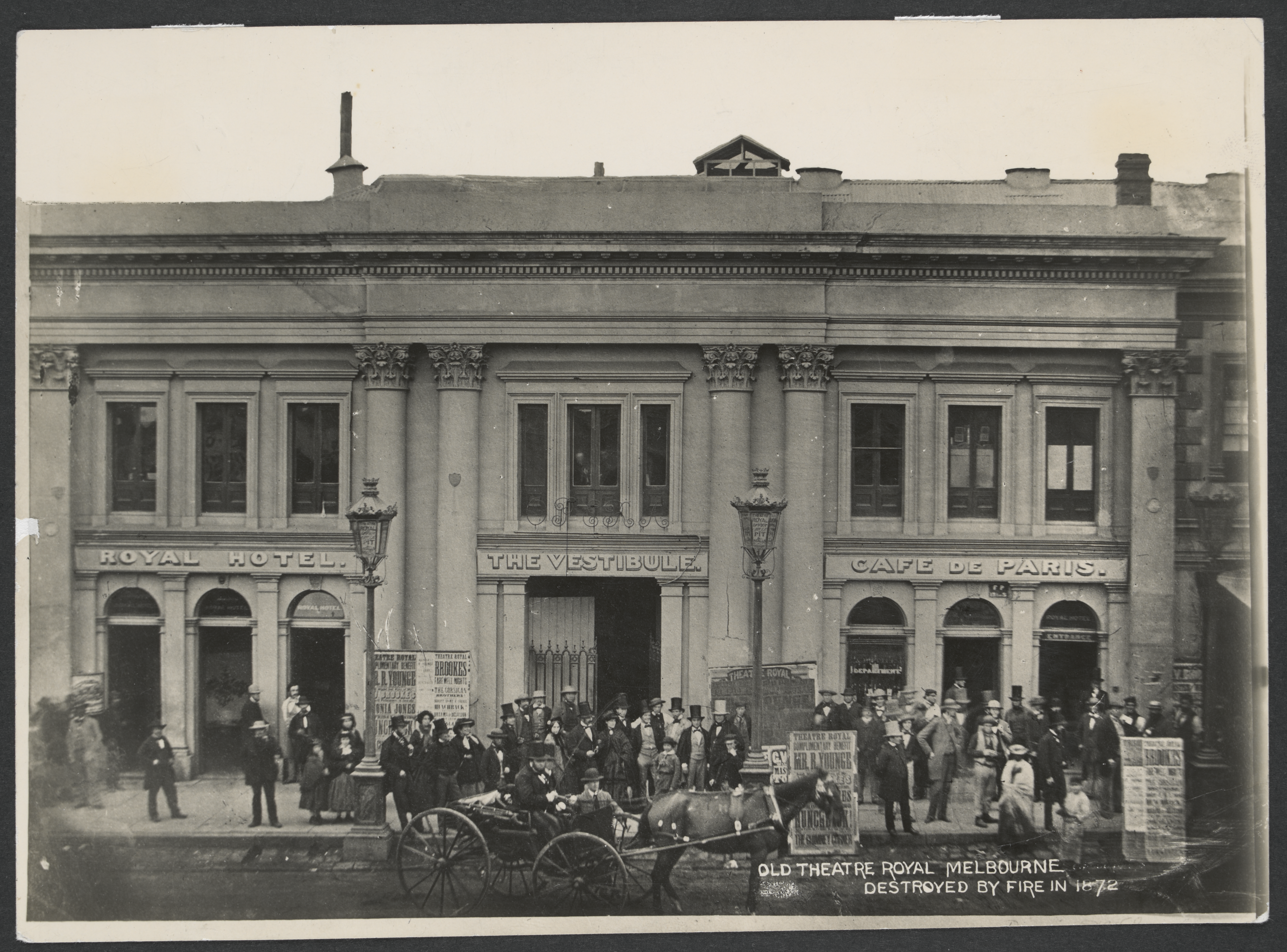
1872年に火災で焼失した初代のシアター・ロイヤル。

シアター・ロイヤル (Theatre Royal) は、かつてオーストラリア・メルボルンのバーク・ストリート236番地にあった劇場。

## 歴史
シアター・ロイヤルは、ジョン・メルトン・ブラックによって、1855年にバーク・ストリートの北側に建設された。3300人を収容でき、当時のロンドンにあったドルリー・レーンのシアター・ロイヤルやコベント・ガーデンのシアター・ロイヤル（後のロイヤル・オペラ・ハウス）に匹敵する規模であった。杮落としで上演されたのは、リチャード・シェリダンの『悪口学校 (The School for Scandal)』であった。しかし、「壮麗な劇場 (magnificent theatre)」と評されたこの建物の建設には6万ポンドの経費を要し、このためにブラックは結局破産することになった。

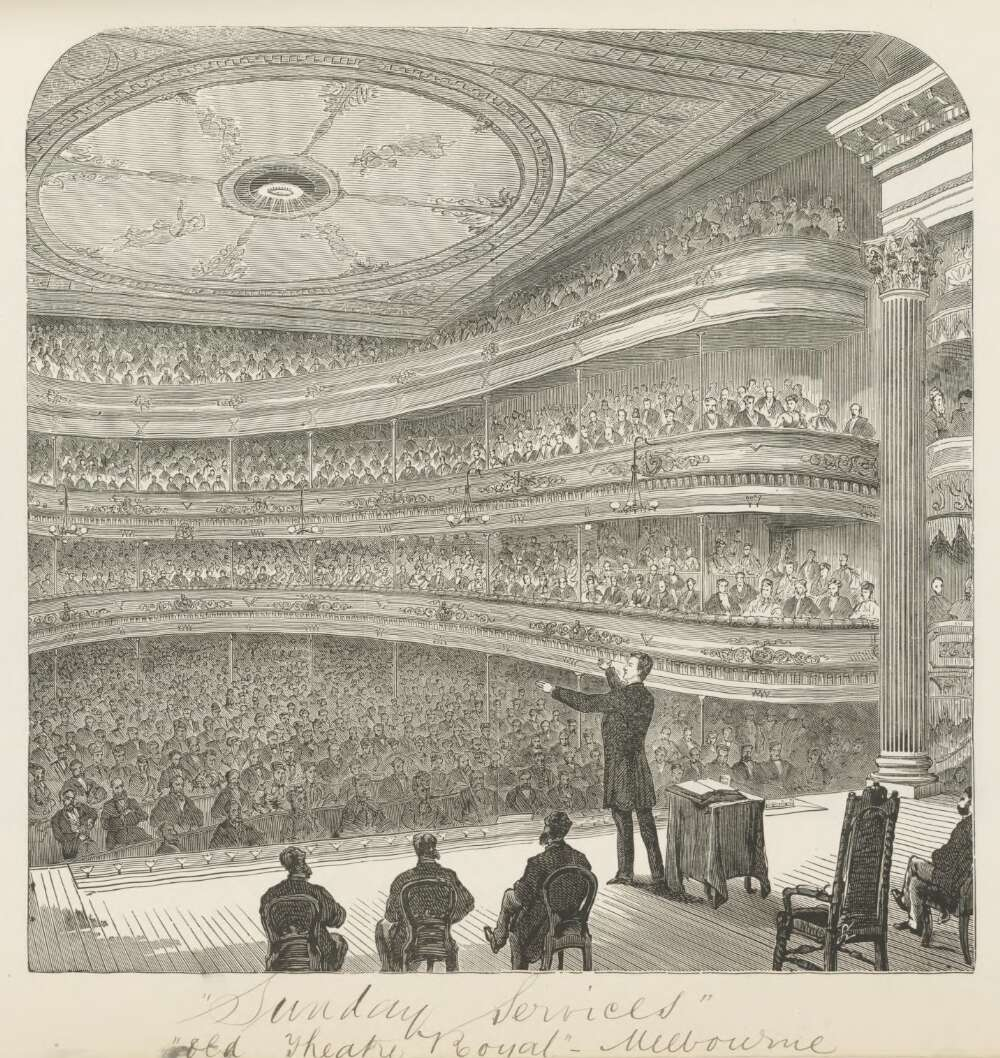
1873年ころのシアター・ロイヤル（1872年に焼失した初代の内部か、火災後に再建された2代目の内部かははっきりしない）。

1872年4月、劇場は火災で焼失し、すぐに4000人を収容する規模で再建され、同年11月に再開された。1904年には改装が施されたが、1933年に解体され、跡地はマントンズ百貨店 (Manton's department store ) となったが、さらにその後は、コールスとターゲットになっている。